# Пророчанство (филм)
Пророчанство (енгл. The Prophecy) је хорор филм из 1995. Режисер филма је Грегори Вајден, који је и сценарист филма. Главне улоге играју: Елајас Котијас, Кристофер Вокен и Вирџинија Мадсен. Касније су снимљени још четири наставка: Пророчанство 2, Пророчанство 3: Узнесење, The Prophecy: Uprising и The Prophecy: Forsaken.

## Радња
Томас Дагет, студент католичке богословије, губи веру када види визије рата између анђела. Годинама касније, Томас је детектив у полицији Лос Анђелеса. Два анђела падају на Земљу: Симон накратко улази у Томин дом и упозорава га на предстојеће догађаје, док Узијел, поручник арханђела Гаврила, гине у свађи са Симоном. Истражујући сметње, Томас у Симоновом стану проналази читуљу недавно преминулом ветерану Корејског рата пуковнику Арнолду Хоторну и тезу о анђелима коју је сам Томас написао у богословији. У међувремену, у Чимни Року у Аризони, Сајмон проналази Хоторна како чека сахрану и исисава му душу из његовог тела.
Медицински иследник обавештава Томаса да Узијелово тело нема очи, хермафродитизам и хемију крви абортираног фетуса. Његови лични предмети укључују древну Библију, са проширеном Књигом Откровења која описује други рат на небу и пророчанством да ће „тамна душа“ бити пронађена на Земљи и коришћена као оружје.
Габријел стиже на Земљу. Пошто му је потребан људски помоћник, Габријел ухвати разочараног Џерија, самоубицу, у тренутку његове смрти. Џери узима Узијелове ствари из полицијске станице док Габријел уништава Узијелово тело у мртвачници. Проналазећи Хоторнову читуљу, Габријел и Џери крећу ка Чимни стени. Пре него што Габријел стигне, у локалну резервациону школу Сајмон скрива Хоторнову душу у малој индијанској девојчици Мери, која се одмах разболи и о њој брине њена учитељица Кетрин.
Након што је у мртвачници пронашао спаљене остатке онога што је некада било Узијелово тело, Томас жури у Димни стену. Када Габријел схвати да је Хоторнова душа нестала, суочава се са Сајмоном. Хоторнова душа ће преокренути равнотежу на страну која је поседује, а победа побуњених анђела учинила би рај попут пакла са Земљом у ропству. Габријел мучи Сајмона, али он одбија да открије где се налази, па га Габријел убија. Мери показује знаке опседнутости Хоторном, препричавајући инцидент из Хоторновог мучног ратног искуства из перспективе првог лица. У међувремену, Томас испитује Сајмонове остатке и испитује Кетрин. У Хавтхорнеовом дому проналази доказе о ратним злочинима. Томас посећује цркву да размисли и потресе га вербални сукоб са Габријелом.
У школи, Кетрин затиче Габријела како испитује децу. Након што он оде, она жури до Мериног дома и проналази Томаса. Како се Марино стање погоршава, Кетрин води Томаса у напуштени рудник где је видела Габријела. Они проналазе анђеоско писмо и заједно доживљавају страшну визију анђеоског рата. Враћајући се Мери, проналазе Габријела и Џерија. Томас убија Џерија, док Кетрин одвлачи пажњу Габријела када га њен дивљи хитац промаши и разнесе Мерину приколицу кући. Одводе Мери на место америчких староседелаца да је протерају. У болници, Габријел регрутује нову невољну помоћницу, Рејчел, баш када она умире од неизлечиве болести.
Луцифер се суочава са Кетрин и говори јој да су "други анђели" покренули овај рат против човечанства и од тада ниједна људска душа није могла да уђе у рај. Он зна да Габријел планира да искористи Хоторнову душу да збаци послушне анђеле. Он такође зна да ако Габријел добије рат под његовим утицајем, рај ће се на крају претворити у други пакао, који Луцифер сматра „један пакао превише“. Луцифер се тада појављује Томасу и саветује га да искористи Габријелов недостатак вере против њега. Када Габријел стиже и покушава да поремети ритуал егзорцизма, Томас убија Рејчел, а он и Кетрин се боре са Габријелом. Габријел их побеђује и креће да убије Кетрин.
Луцифер се појављује, охрабрујући домороце да заврше егзорцизам. Луцифер се суочава са Габријелом, говорећи му да је његов рат заснован на ароганцији, која је зло, чинећи га Луциферовом територијом. Луцифер каже Габријелу да мора да иде кући и ишчупа му срце. Истовремено Марија протерује Хоторнову душу. „Непријатељски дух“ почиње да напада Томаса и Кетрин, али се појављује блистава светлост са неба и уништава га. Луцифер тражи од Томаса и Кетрин да „врате кући“ са њим, али они одбијају. Луцифер вуче Габријела у пакао. Како јутро долази, Тома коментарише природу вере и шта значи бити истински човек.

## Улоге
| Глумац                       | Улога        |
| ---------------------------- | ------------ |
| Кристофер Вокен              | Габријел     |
| Елајас Котијас               | Томас Дагет  |
| Вирџинија Мадсен             | Кетрин Хенли |
| Ерик Столц                   | Сајмон       |
| Виго Мортенсен               | Луцифер      |
| Аманда Пламер                | Рејчел       |
| Мораја „Шајнинг Дав“ Снајдер | Мери         |
| Адам Голдберг                | Џери         |
| Стив Хајтнер                 | Џозеф        |

## Зарада
- Зарада у САД - 16.115.878 $

## Локације снимања
- Superior (Аризона, САД)